# Бєлінський Віталій Володимирович
Віталій Володимирович Бєлінський (27 листопада 1989, м. Мінськ, СРСР) — білоруський хокеїст, воротар. Виступає за «Юність» (Мінськ) у Вищій хокейній лізі.
Хокеєм займається з 1994 року, перший тренер — Є.А. Буцкевич. Виступав за «Юніор» (Мінськ), «Юність» (Мінськ), «Шинник» (Бобруйськ), ХК «Вітебськ».
У складі молодіжної збірної Білорусі учасник чемпіонату світу 2009 (дивізіон I). У складі юніорської збірної Білорусі учасник чемпіонату світу 2007 (дивізіон I).
Досягнення
- Чемпіон Білорусі (2010, 2011)
- Володар Кубка Білорусі (2009, 2010).